# اوشچیموو

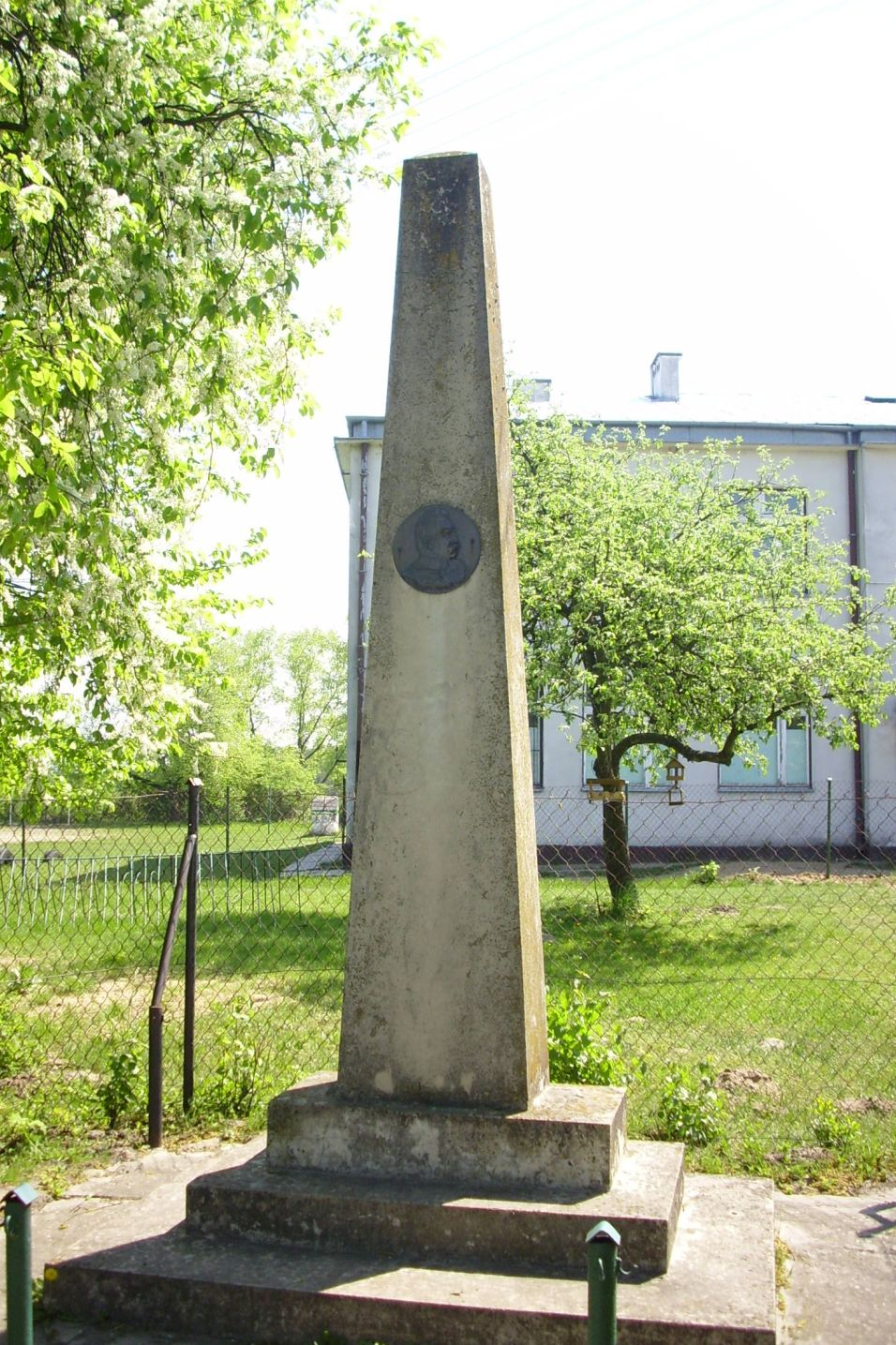
بنای یادبود یوزف پیلسودسکی.

اوشچیموو (به لهستانی:  Uścimów) یک روستا در لهستان است که در گمینا اوشچیموو واقع شده‌است.